# Pieter Lastman
Pieter Lastman (Amsterdam, 1583 - Amsterdam, enterrado em 4 de abril 1633) foi um pintor holandês . Pieter é reconhecido como pintor de passagens históricas e por seus pupílos incluírem Rembrandt e Jan Lievens. Em suas pinturas, Lastman deu muita atenção à faces, mãos e pés. 
Pieter Lastman foi filho de um beato, que foi despedido em 1578 por ter se mantido católico. Sua mãe era uma amante de pinturas e objetos de arte. Pieter passou seu tempo de aprendiz com Gerrit Sweelinck, o irmão de Jan Pieterszoon Sweelinck. 
Aproximadamente entre 1604 e 1607, Pieter esteve na Itália, onde foi influenciado por Caravaggio (assim como foram os pintores de Utrecht School alguns anos depois) e por Adam Elsheimer. De volta à Amsterdam, ele se mudou para viver com sua mãe na "Sint Antoniesbreestraat", vivendo próximo ao prefeito Geurt van Beuningen. 
Pieter Lastman nunca se casou, embora tenha prometido se casar com a irmã de Gerbrand Adriaensz Bredero. Devido à sua saúde, Pieter passou a morar com o irmão em 1632. Morreu no ano seguinte e foi enterrado na Oude Kerk.
Devido ao fato de Rembrandt nunca ter visitado a Itália, é natural que a influência de Caravaggio tenha, principalmente ou significantemente, se dado através de Lastman. 

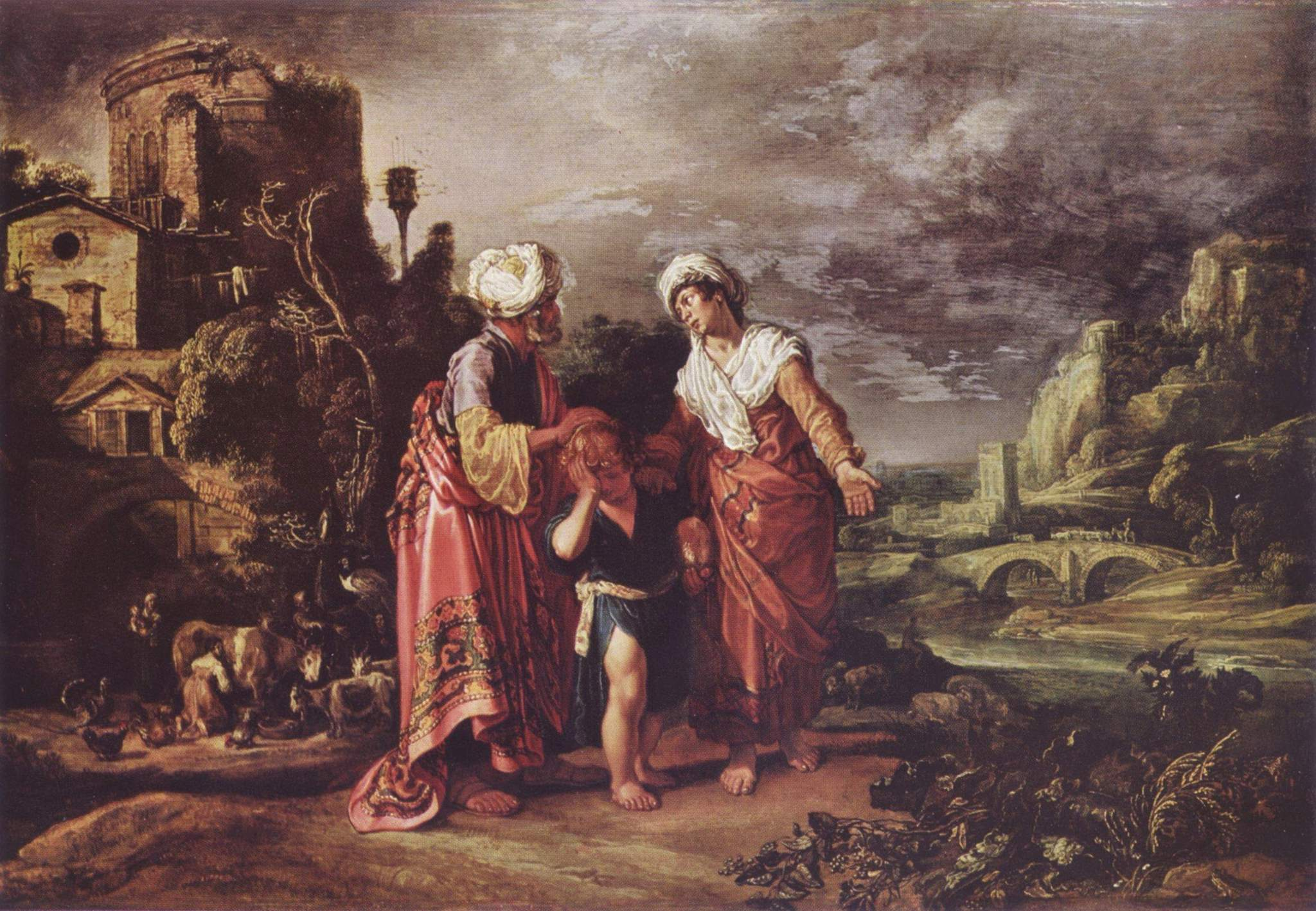
Despedida de Hagar (1612), em madeira. Hamburger Kunsthalle
(Museu de Arte de Hamburgo)